# Манюшис, Альгирдас Юозович
Альгирдас Юозович Манюшис (лит. Algirdas Maniušis) — российский учёный-экономист, педагог и организатор высшего профессионального образования.
Ректор АНО ВО «Московский международный университет», доктор экономических наук, профессор, Заслуженный работник Высшей школы Российской Федерации.
Член Правления Вольного экономического общества России. 
Член Президиума Международной Академии Менеджмента. 
Действительный член (академик) Российской академии естественных наук (РАЕН).
Член Президиума Российской академии естественных наук (РАЕН)

## Биография
Родился 20 июля 1950 г., в г. Каунасе, Литовской ССР. Окончил с серебряной медалью 8-ю среднюю школу г. Вильнюса в 1967 г.
Отец Манюшис, Юозас (Иосиф) Антонович (1910—1987 гг.).
Мать Манюшис Клавдия Ивановна (1919—1994 гг.).
Жена Глухова Елена Евгеньевна.
Дочь Манюшис Ксения Альгирдасовна.

## Образование и учёные степени
Окончил Радиотехнический факультет Московского энергетического института. Квалификация — инженер-радиофизик по специальности «Радиофизика и электроника»(1967—1973 гг.).
Окончил аспирантуру по кафедре Управления общественным производством Экономического факультета Московского государственного университета им. М. В. Ломоносова. Специальность 08.00.05 Экономика и управление народным хозяйством (1974—1977 гг.).
Присвоена ученая степень «Кандидат экономических наук». Специальность 08.00.05 Экономика и управление народным хозяйством. Диссертация на тему: «Совершенствование управления народным хозяйством союзной республики» (1977 г.)
Присвоено ученое звание «Доцент» (1980 г.)
Присвоена ученая степень «Доктор экономических наук». Специальность 08.00.05 Экономика и управление народным хозяйством. Диссертация на тему: «Перестройка территориального управления народным хозяйством (на примере республики, области)» (1989 г.)
Присвоено ученое звание «Профессор» по специальности 08.00.05 Экономика и управление народным хозяйством (1990 г.)
Избран действительным членом (академиком) Российской академии естественных наук (РАЕН) (2022 г.).

### Работа
С 1977 по 1988 годы работал старшим преподавателем, доцентом, заместителем заведующего кафедрой Организации и методов управления общественным производством Экономического факультета Московского государственного университета им. М. В. Ломоносова.
С 1988 по 1992 годы — директор научно-исследовательского института Экономики, управления и информатики (НИИ ЭКИН) Мособлисполкома. 
С 1992 г. по настоящее время работает в Московском международном университете.
Принял активное участие в деле создания, становления и развития первого независимого негосударственного университета в новейшей истории России — Московского международного университета (прежнее название — Международный университет в Москве), стал одним из его учредителей. Являлся деканом Высшей школы делового администрирования, Высшей магистерской школы, факультета Менеджмента, директором Институт управления крупными городами, бизнеса и права, первым проректором.
С 15.03 2019 г. по настоящее время — ректор Московского международного университета.
А. Ю. Манюшис руководил открытием в Университете новых образовательных программ высшего профессионального образования: программ бакалавриата и магистратуры по направлениям «Менеджмент» и «Экономика», обеспечивал государственное лицензирование и аккредитацию указанных программ.
Руководил рядом инновационных исследовательских и образовательных проектов, в том числе проектом «Целевая подготовка бакалавров по направлению „Государственное и муниципальное управление“ для работы в органах управления Москвы. Программа „Грант Правительства Москвы“.
В числе первых бизнес-школ России обеспечил открытие в Высшей школе бизнеса и менеджмента Московского международного университета новых программ профессиональной переподготовки менеджеров высшего уровня „Мастер делового администрирования, MBA“. По программам МВА Международным университетом выпущено более 2500 управленцев высшей квалификации, в том числе топ-менеджеров крупнейших российских компаний „Ростелеком“, „Связьинвест“, АФК „Система“, „ТрансТелеКом“, МТС, МГТС, „Газпром“, РАО „ЕЭС России“, „Лукойл“, и др.
В 1996 г. в Университете начата подготовка научно-педагогических кадров высшей квалификации через аспирантуру. В 1998 г. был открыт специализированный диссертационный Совет по присуждению ученой степени кандидата, а с 2005 г — доктора экономических наук. Под научным руководством А. Ю. Манюшиса подготовили и успешно защитили диссертации более 25 кандидатов и докторов экономических наук.
Московский международный университет сегодня — это современный образовательный, научный, медийный и информационно-культурный комплекс. Университет реализует образовательные программы высшего профессионального образования по 18 укрупненным группам направлений подготовки: экономического, управленческого, правового, психологического, лингвистического, творческого и др. Университет предлагает также целый комплекс программ дополнительного профессионального образования, включая программы профессиональной переподготовки высшего уровня - MBA, EMBA, DBA. В 2023 г. в Университете по различным программам обучались более 25 тыс. студентов. Здесь сформирован значительный интеллектуальный потенциал и создана современная материальная и информационная инфраструктура, в том числе компьютерные классы, мультимедийные аудитории, библиотека с возможностью подключения к различным электронным ресурсам  и базам данных. Большой и Малый актовые залы позволяют на современном уровне проводить  крупные научные, культурные и медийные мероприятия: симпозиумы, конференции, круглые столы, актовые лекции, мастер-классы, концерты и др. Общая площадь различных образовательных пространств Университета — более 17 тыс. кв. метров, что позволяет осуществлять на высоком уровне самые продвинутые образовательные и научные проекты и программы. В Университете традиционные форматы обучения успешно сочетаются с бурно развивающимися современными образовательными технологиями, включая дистанционные технологии обучения (ДОТ) с формированием электронной образовательно-информационной среды (ЭОИС), что позволяет постоянно расширять целевую аудиторию Университета, модернизировать формы и методы обучения и  находить адекватные ответы на современные вызовы. Так Университет смог обеспечить устойчивый учебный процесс, преодолевая риски, связанные с пандемией коронавируса COVID-19, и достаточно устойчиво пройти этот сложный период.

## Участие в профессиональных союзах, ассоциациях
Член Правления Вольного экономического общества России.
Член Совета Ассоциации негосударственных высших учебных заведений России (АНВУЗ России).http://www.anvuz.ru/
Член Союза ректоров Москвы и Московской области http://www.rectors.ru/.
Действительный член (академик), член Президиума Международной академии менеджмента (г. Москва).https://managerexpert.ru/akademiya/
Member of the International Academy of Management (Barcelona).
Действительный член (академик) Европейской академии безопасности и конфликтологии (г. Братислава).http://danau.tmweb.ru/
Председатель Научного совета Московского международного университета.
Главный редактор электронного научного журнала „Вестник Московского международного университета“.
Действительный член (академик), член Президиума Российской академии естественных наук (РАЕН).

## Сфера научных интересов
Профессор А. Ю. Манюшис - известный ученый в области теории управления, региональной экономики, пространственной организации и территориального управления, государственного и муниципального управления, бизнес-образования, подготовки управленческих кадров высшей квалификации. В последние годы сфера его научных интересов — вызовы 21-го века и трансформация национального и глобального образовательного пространства, международное сотрудничество в образовательной сфере, управление устойчивым развитием крупных городов (мегаполисов) и регионов, менеджмент в цифровой экономике. Опубликовал более 130 научных трудов (в том числе более 25 личных и коллективных монографий, учебников и учебных пособий), общим объёмом более 200 п.л., регулярно выступает с докладами на всероссийских и международных конференциях.
Активно участвует в международных программах, повышает свою профессиональную квалификацию, в том числе в зарубежных университетах и школах бизнеса: «International Post-Graduate Training Programme» в Институте прикладного системного анализа — IIASA (Австрия, Вена); «Faculty Development Programme» в Международной школе бизнеса университета Наварры — IIESE (Испания, Барселона); «Mergers and Acquisitions. MBA Training Programme» (руководитель программы) в Высшей коммерческой школе Франции — IPAG (Франция, Ницца, Париж); «Hi-Tech Telecom Company Management. MBA Training Programme» (руководитель программы) в Международной образовательной сети — TNG (Великобритания, Лондон) и др.
Московский международный университет сотрудничает с зарубежными партнерами , в том числе по продвижению русского языка и культуры — Программы «Русский язык как иностранный» для студентов, стажеров-исследователей, преподавателей.

## Почётные звания и награды
Указом Президента РФ присвоено почетное звание «Заслуженный работник высшей школы Российской Федерации» (16.11.2011 г)
Награждён высшей научной наградой Вольного экономического общества России — Серебряной медалью имени Екатерины Великой (2010 г.)
Победитель в абсолютной номинации Всероссийского конкурса «Менеджер года-2020», проводимого Международной академией менеджмента (2020 г.)
Лауреат высшей профессиональной Общественной премии Вольного экономического общества России «Экономическая книга года-2021» в номинации «Экономика: пространственное и отраслевое развитие» за монографию «Управление устойчивым развитием крупного города, региона: проблемы и пути трансформации» (2021 г.).
Лауреат Международной премии ЭкоМир-2023, учрежденной Российской академией естественных наук (РАЕН). Диплом Лауреата 1-й степени в номинации "Экологическое образование, просвещение и культура" за учебно-методическое пособие "Экосистема современного мегаполиса: управление устойчивым развитием" (2023 г.).
Награжден почетным орденом Российской академии естественных наук (РАЕН) "Ради общего блага" (2025 г.)